# Лівезь (Сороцький район)
Лівезь (рум. Livezi) — село в Молдові у Сороцькому районі. Входить до складу комуни з адміністративним центром в селі Кременчуг.